# آلبانو کاریزی
آلبانو آنتونیو کاریزی (ایتالیایی: Albano  Antonio Carrisi؛ )زادهٔ ۲۰ می ۱۹۴۳ ، معروف به آل بانو ترانه سرا ، خواننده، بازیگر و شرابساز ایتالیایی است. وبا توجه به روابط نزدیکش با کشور آلبانی در سال ۲۰۱۶ تابعیت آن کشور به او اعطا گردید

## زندگی خصوصی
او در شهر چلینو سان مارکو (استان بریندیزی،  پولیا در جنوب ایتالیا) متولد شد، جایی که هنوز هم زندگی می کند. مادرش ایولاندا اوتینو نام او را آلبانو گذاشت زیرا زمانی که او به دنیا آمد، پدرش کارملسی در آلبانی برای ارتش سلطنتی ایتالیا در طولجنگ جهانی دوم  می جنگید.  او یک برادر به نام فرانکو  دارد. او اولین حضور خود را در سال ۱۹۶۶  به عنوان خواننده،  در جشنواره دل رز و هم در تلویزیون انجام داد.  موزیک «نل سول» «Nel Sole»طی سه ماه پس از انتشار در سال ۱۹۶۷ بیش از ۶۰۰ هزار  نسخه در ایتالیا فروخت و در نهایت بیش از یک میلیون نسخه فروخت و در ژوئیه ۱۹۶۸ یک دیسک طلا دریافت کرد.

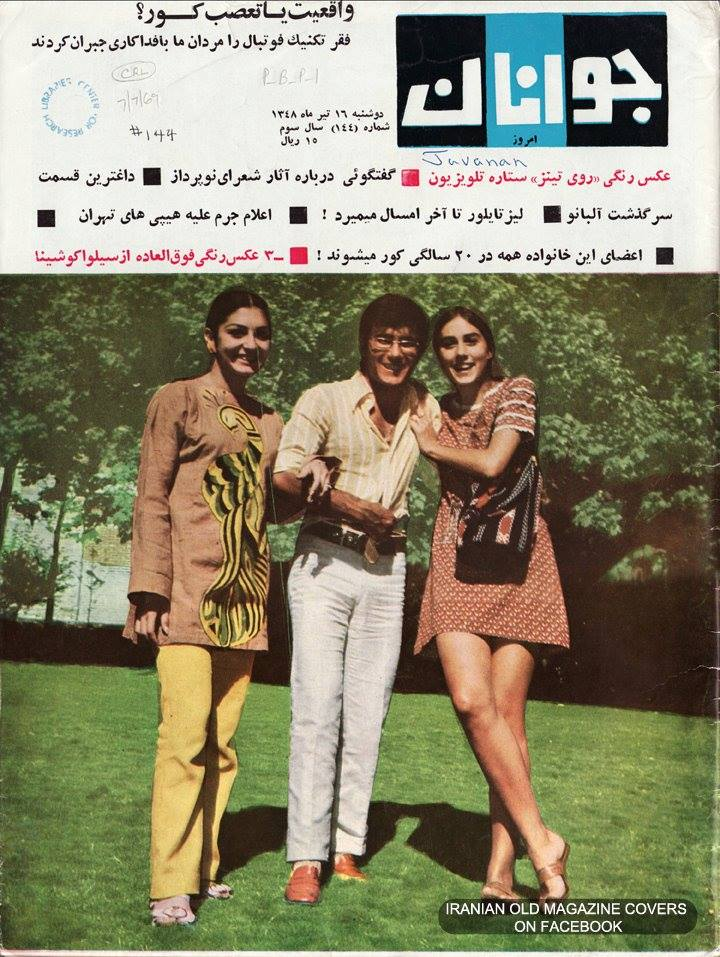
آلبانو کاریزی، رومینا پاور و گوگوش روی جلد نشریه جوانان شماره ۱۴۴ تیر ۱۳۴۸

در سال ۱۹۷۰ با رومینا پاور ازدواج کرد و در سال ۱۹۹۹ از هم جدا شدند. آنها یک پسر به نام یاری (۱۹۷۳) و سه دختر دارند: یلنیا ماریا(Ylenia Maria Sole Carrisi) متولد ۱۹۷۰که در سال ۱۹۹۴ در نیواورلئان ناپدید شد ، کریستل کیارا متولد ۱۹۸۵ ، بازیگر  برنامه تلویزیونی  و رومینا ایولاندا (۱۹۸۷).  او یک دختر و یک پسر از دوست دختر خود  لوردانا لچیسو،  بنام های یاسمین کاترینا(۲۰۰۱)و آلبانو جیووانی (۲۰۰۲) دارد.
در تابستان ۲۰۱۳ آل بانو و رومینا پاور، ظاهراً فقط به صورت حرفه ای و برای آخرین بار، برای اجرای کنسرت در مسکو دوباره متحد شدند   آنها بعداً به عنوان مهمان در جشنواره Sanremo اجرا کردند. آنها همچنین با هم در آتلانتیک سیتی، نیوجرسی، ایالات متحده، در آوریل،۲۰۱۵  و پس از آن، در لس آنجلس  اجرا کردند. در ۳۰   می ۲۰۱۵ ، آل بانو نمایشی را در آرنا دی ورونا، در برابر ۱۱۰۰۰ تماشاگر فروخته شده، تولید کرد که در آن با رومینا پاور بازی کرد.  این برنامه با حضور تایرون پاور جونیور و سایر مهمانان ویژه توسط شبکه تلویزیونی ملی ایتالیا RAI مخابره شد و در بیش از هشت کشور توسط ۵۱ میلیون بیننده در سرتاسر جهان تماشا شد که ۳۷ امتیاز را به خود اختصاص داد. آنها در مسابقه آواز یوروویژن ۱۹۸۵ نماینده‌های ایتالیا بودند.
زوج هنری در سال ۱۹۹۹ از یکدیگر جدا شدند ولی در ۲۰۱۳ همکاری حرفه‌ای خود را از سر گرفتند و آهنگ معروف فلیچیتا را دوباره اجرا نموده و کنسرتهایی به‌صورت مشترک در سالیان اخیر در سرتاسر دنیا باهم اجرا کرده‌اند

## در ایران
آلبانو و رومینا پاور در ۱۹۶۹ به ایران نیز سفر کردند و در همان زمان عکسی از آنان در کنار گوگوش بر روی جلد مجلهٔ جوانان امروز منتشر شد .

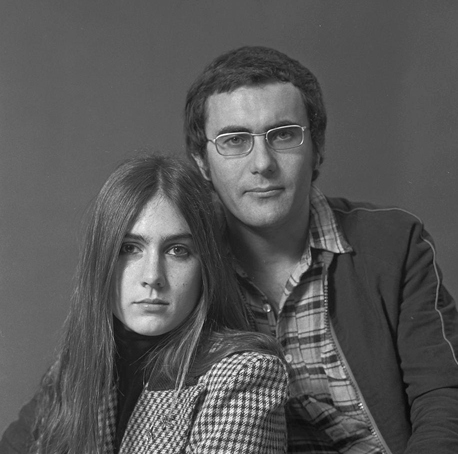
آلبانو و رومینا پاور ۱۹۷۶

## فیلمشناسی
از فیلم‌هایی که وی در آنها نقش داشته، می‌توان به جوانان زیر آفتاب اشاره کرد که فیلم محبوب در اواخر دههٔ ۴۰ ایران بود و اولین‌بار در سینما ریولی تهران اکران شد.
- جوانان زیر آفتاب (۱۹۶۷)
- فقیر ولی ثروتمند (۲۰۱۶)